# Fresnay-en-Retz

Localització de Fresnay-en-Retz

Fresnay-en-Retz (en bretó Onnod-Raez) és un municipi francès, situat a la regió de país del Loira, al departament de Loira Atlàntic, que històricament ha format part de la Bretanya. L'any 2006 tenia 1.068 habitants. Limita amb els municipis de Bourgneuf-en-Retz, Sainte-Pazanne, Saint-Même-le-Tenu i Machecoul.

## Demografia
| 1801                                       | 1866 | 1921 | 1936 | 1962 | 1968 | 1975 | 1982 | 1990 | 1999 | 2005 |
| ------------------------------------------ | ---- | ---- | ---- | ---- | ---- | ---- | ---- | ---- | ---- | ---- |
| 393                                        | 848  | 665  | 713  | 665  | 716  | 759  | 877  | 848  | 855  | 1017 |
| Des de 1962: població sense dobles comptes |      |      |      |      |      |      |      |      |      |      |

## Administració
| Període | Identitat             | Partit |
| ------- | --------------------- | ------ |
| 2001-   | Marie-Josèphe Boucard |        |